# Konrad Auer
Konrad Auer (* 9. August 1965 in Bruneck) ist ein Südtiroler Alpinist und hauptberuflich Berg- und Skiführer.
Gemeinsam mit dem Südtiroler Extrembergsteiger Hans Kammerlander bestieg er 1998 den Kangchendzönga (8589 m) im Himalaya/Nepal, den dritthöchsten Berg der Erde. Zweimal musste er danach den Versuch abbrechen, ebenfalls mit Hans Kammerlander den K2 im pakistanischen Karakorum zu besteigen: 1999 scheiterten die beiden Alpinisten knapp unter dem Gipfel im Triebschnee und 2000 verhinderte anhaltend schlechtes Wetter auf 8000 Meter das Weiterkommen.
2009 bestiegen Hans Kammerlander und Konrad Auer gemeinsam den Mount Kenia im Rahmen von Kammerlanders Projekt Seven Second Summits, bei dem es darum geht, auf allen Kontinenten den jeweils zweithöchsten Gipfel zu besteigen. 2010 haben die beiden im Zuge dieses Projekts den Mount Logan in Kanada bestiegen.

## Felsklettern
Auer gelangen zahlreiche schwierige Kletterrouten in den Dolomiten, unter anderem an den Drei Zinnen, an der Civetta und an der Marmolada. Spektakulär waren die Winterbegehungen der Philipp-Flamm-Route in der Civetta-Nordwestwand und der Messner-Route am Peitlerkofel.

## Eisklettern
Als Spezialist für Eisklettern sorgte er mit zahlreichen Erstbegehungen schwieriger Eisfallrouten und Mixedtouren, unter anderem in Kanada, für Aufmerksamkeit. Darüber hinaus wurde er als Mitautor eines Eiskletterführers über die Dolomiten bekannt.

## Erfolge
- 1988 freie Begehung der Messnerplatte/Heiligkreuzkofel
- 1988 Winterbegehung der Philipp-Flamm-Route/Civetta-Nordwestwand
- 1988 Winterbegehung der Messner-Route an der Peitlerkofel-Nordwand
- 1992 Weg durch den Fisch/Marmolata
- 1992 Walkerpfeiler/Grandes Jorasses
- 1993 Matterhorn-Nordwand
- 1993 Hochgall-Nordwand und Hochfeiler-Nordwand an einem Tag
- 1997 Erstbegehung Eisfall Ziegenbart in den Pragser Dolomiten
- 1998 Besteigung des Kangchendzönga 8589 m, Nepal
- 1999 Expedition zum K2, Abbruch auf 8350 m, Karakorum
- 2000 Expedition zum K2, Abbruch auf 8000 m, Karakorum
- 2002 Ski-Durchquerung der Skiroute Hoch-Tirol an einem Tag
- 2003 Expedition zum Nuptse-Ost in Nepal, Abbruch auf 6900 m[3]
- 2003 Droites-Nordwand
- 2006 Mont Blanc du Tacul, Supercouloir
- 2009 Mount Kenya, Afrika, mit Hans Kammerlander
- 2010 Mount Logan, Kanada, mit Hans Kammerlander

## Publikationen
- Konrad Auer, Philipp Unteregelsbacher, Eiskletterführer Südtirol-Dolomiten, Panico Alpinverlag 2009, ISBN 978-3936740608